# 도버 (기업)
도버(Dover Corporation)는 미국의 산업 제품 제조업체이다. 국내에서는 자국 및 일본의 유수업체에 밀려 고전하지만 세계적으로 유압기기나 자동차 주유기 등으로 유명하다. 일리노이 주 다우너스 그로브(Downers Grove)에 본사를 둔 회사는 1955년에 설립되었다. 현재 마이크 맨리가 임원으로 있으며 대표이사 및 회장은 Deborah DeHaas라는 여성이다. 2021년 현재 도버 그룹의 사업은 산업용 컴퓨터 등의 엔지니어링 제품, 청정 에너지 및 연료 공급, 이미징 및 식별, 펌프 및 프로세스 공정, 지속가능성 기술의 5개 부문으로 나누어졌다. 도버는 2022년 포츈 지에서 433위를 차지했다 도버 그룹은 2010년 중반에 본사를 뉴욕 에서 일리노이주로 이전했다.
한때 이 회사는 엘리베이터 사업도 영위하였으며 현대엘리베이터한테 기술제휴도 하였으나 1998년 이후 해당 사업은 티케이엘리베이터 North America로 넘어갔다.

## 같이 보기
- 현대엘리베이터
- 마이크 맨리